# Manoir de Traon Feunteniou
Le manoir de Traon Feunteniou, (ou Trofeunteniou — « val des fontaines » en breton), est un manoir situé sur la commune de Morlaix, Finistère.
Aujourd'hui propriété d'un ordre religieux, il a été la résidence du maréchal Foch.

## Situation
Le château est situé à 2 km au nord-est de Morlaix.

## Historique
La seigneurie de Traon Feunteniou existe depuis le XVe siècle, mais le bâtiment actuel date du XVIIIe siècle. Il a probablement été construit avec les matériaux de l'ancien manoir, puis modifié au XIXe siècle. 

### XVIIIesiècle
Le premier propriétaire connu du château est Sébastien du Trévou, seigneur de Traon Feunteniou qui fut condamné et emprisonné au château du Taureau en 1792 pour avoir maltraité son équipage alors qu'il commandait Le Papillon. Il dut aussi faire abattre un arbre sur deux de l'allée principale de sa propriété, peine très déshonorante à l'époque. Il réussit à s'évader du château du Taureau, mais fut retrouvé mort sur la côte de Térénez.

### XIXesiècleetXXesiècle
Peu après 1883, Ferdinand Foch, alors lieutenant-colonel, épousa Julie Bienvenüe, nièce de l'ingénieur du métro parisien Fulgence Bienvenüe, originaire de Saint-Brieuc, et racheta le château à la famille La Jaille.
Le colombier gothique est rasé au début du XXe siècle.
En 1940, les allemands rasèrent la chapelle et firent abattre de grands ormes centenaires pour allonger leur piste d’atterrissage. 
C'est Anne Fournier, la fille du maréchal, qui occupa la dernière le château, jusqu’à sa mort en 1981. En 1986, l’abbé Louis Coache (1920-1994), propriétaire du manoir après la famille Foch, en fait le monastère Notre-Dame des Fontaines où se trouve la communauté religieuse des Petites Sœurs de Saint François d’Assise qu'il fonda lui-même. Une chapelle a été construite à l’extrémité du manoir (en contrebas à gauche lorsque nous sommes en face du manoir), là où se trouvait l’ancien château avant que la famille Tixier Damas ne bâtisse l’actuel il y a deux siècles,.
Les façades et toitures du logis, le cabinet de travail du maréchal Foch, la clôture de la cour, le potager, le tapis vert et l'allée d'accès avec ses piliers d'entrée sont inscrits au titre des monuments historiques par arrêté du 19 novembre 1992.
Le cabinet de travail du maréchal reste accessible à la visite,.

## Description
Le château est constitué d'un rez-de-chaussée surmonté de deux étages dont un sous combles. Le toit est hérissé de hautes cheminées. De style très simple, il fut construit sur un domaine d'environ 100 hectares, avec des sous-bois et des landes.